# ASC De Volewijckers in het seizoen 1970/71
Het seizoen 1970/1971 was het 17e jaar in het bestaan van de Amsterdamse betaaldvoetbalclub De Volewijckers. De club kwam uit in de Tweede divisie en eindigde daarin op de eerste plaats, dit betekende rechtstreekse promotie naar de Eerste divisie. Tevens deed de club mee aan het toernooi om de KNVB beker, hierin werd de club in de eerste ronde uitgeschakeld door ADO (1–3).

## Wedstrijdstatistieken

### Tweede divisie
|       | AGOVV | Baronie | SC Drente | EDO   | Eindhoven | Fortuna | Gooiland | Hermes DVS | Limburgia | NOAD  | PEC   | RBC   | RCH   | Roda JC | FC VVV | ZFC   |
| ----- | ----- | ------- | --------- | ----- | --------- | ------- | -------- | ---------- | --------- | ----- | ----- | ----- | ----- | ------- | ------ | ----- |
| Thuis | 3 – 0 | 2 – 1   | 1 – 1     | 2 – 0 | 0 – 2     | 2 – 0   | 4 – 1    | 2 – 0      | 1 – 1     | 4 – 0 | 2 – 2 | 4 – 1 | 0 – 0 | 4 – 1   | 5 – 1  | 2 – 1 |
| Uit   | 0 – 1 | 3 – 2   | 0 – 3     | 0 – 2 | 0 – 1     | 1 – 0   | 1 – 2    | 1 – 1      | 2 – 2     | 1 – 2 | 3 – 3 | 2 – 4 | 1 – 2 | 3 – 1   | 0 – 1  | 1 – 0 |

### KNVB beker
| 1e ronde                                           | De Volewijckers | 1 – 3 (0 – 2) | ADO                                                       |
| 16 augustus 1970 Plaats: Amsterdam Buiksloterbanne | Co Stout 58'    |               | 11' Joop Korevaar 43' Lex Schoenmaker 53' Wietze Couperus |

## Statistieken De Volewijckers 1970/1971

### Eindstand De Volewijckers in de Nederlandse Tweede divisie 1970 / 1971
| Stand | Gespeeld | Gewonnen | Gelijk | Verloren | Punten | Doelpunten voor | Doelpunten tegen |
| ----- | -------- | -------- | ------ | -------- | ------ | --------------- | ---------------- |
| 1e    | 32       | 20       | 7      | 5        | 47     | 65              | 31               |

### Topscorers
| #              | Naam              | Goal |
| -------------- | ----------------- | ---- |
| 1.             | Piet Boogaard     | 16   |
| 2.             | Pim Waaijenberg   | 12   |
| 3.             | Tonny Coster      | 11   |
| 3.             | Co Stout          | 11   |
| 5.             | Dick Fiene        | 5    |
| 6.             | Teun Jan Jongens  | 3    |
| 7.             | Bob de Jongh      | 2    |
| 7.             | Ben Verweij       | 2    |
| 9.             | Co Meijer         | 1    |
| 9.             | Cor Peil          | 1    |
| Eigen doelpunt |                   |      |
| –              | Ruud Muskee (ZFC) | 1    |
| Totaal         | Totaal            | 65   |

| #      | Naam     | Goal |
| ------ | -------- | ---- |
| 1.     | Co Stout | 1    |
| Totaal | Totaal   | 1    |

## Voetnoten
AGOVV · Baronie · SC Drente · EDO · Eindhoven · Fortuna · Gooiland · Hermes DVS · Limburgia · NOAD · PEC · RBC · RCH · Roda JC · De Volewijckers · FC VVV · ZFC